# Barbora Šumová
Barbora Šumová (Kolín, 17 de febrero de 1995) es una deportista checa que compite en tiro, en la modalidad de tiro al plato.
En los Juegos Europeos de Minsk 2019 consiguió una medalla de bronce en la prueba de skeet mixto. Ganó cinco medallas en el Campeonato Europeo de Tiro entre los años 2019 y 2025.
Participó en los Juegos Olímpicos de Verano, en los años 2020 y 2024, ocupando el octavo lugar en París 2024, en la prueba de skeet mixto.

## Palmarés internacional
| Juegos Europeos    | Juegos Europeos       | Juegos Europeos   | Juegos Europeos |
| Año                | Lugar                 | Medalla           | Prueba          |
| ------------------ | --------------------- | ----------------- | --------------- |
| 2019               | Minsk (Bielorrusia)   | Medalla de bronce | Skeet mixto     |
| Campeonato Europeo |                       |                   |                 |
| Año                | Lugar                 | Medalla           | Prueba          |
| 2019               | Lonato (Italia)       | Medalla de bronce | Skeet           |
| 2021               | Osijek (Croacia)      | Medalla de plata  | Skeet mixto     |
| 2022               | Lárnaca (Chipre)      | Medalla de bronce | Skeet mixto     |
| 2024               | Lonato (Italia)       | Medalla de bronce | Skeet mixto     |
| 2025               | Châteauroux (Francia) | Medalla de plata  | Skeet mixto     |